# Loggia del Parlamento
La loggia del Parlamento è il vocabolo usato per designare un edificio pubblico del XV secolo, situato nel centro storico della città alta di Ventimiglia, in provincia di Imperia.
Danneggiato durante differenti conflitti bellici, nel 1962 l'archeologo ligure Nino Lamboglia fece restaurare questo simbolo della ricchezza e dell'autonomia della città (noto anche, più propriamente, con il nome di magazzino dell'Abbondanza).
La facciata massiccia del monumento si apre, su via Giuseppe Garibaldi (accanto alla Biblioteca civica Aprosiana), con una coppia di archi ogivali rialzata da una cornice di archetti pensili in pietra calcarea dei Balzi Rossi, mentre il resto dell'opera è costruito in conci di puddinga locale.
L'interno dell'edificio, con soffitti affrescati, è occupato, oggi, da un negozio di cartoleria e tabaccheria.